# もののけ草紙
『もののけ草紙』（もののけぞうし）は、高橋葉介による日本の漫画作品。『ホラーM』・『デジタルホラーM』（ぶんか社）にて連載された。

## 概要
同作者の夢幻紳士シリーズ『逢魔篇』及び『迷宮編』に登場した女芸人「手の目」が、戦前戦後の日本と中国を彷徨い怪異に触れるスピンオフ作品。逢魔篇から実験的に取り入れられた、妖怪や怪物を墨のかすれを用いて水彩紙上にパステル調で淡く描く技法が、第一話から使われている。

## 主な登場人物
手の目（てのめ）
主人公。第1話「虎倀」から登場。
超能力を持つ女芸人。夢幻紳士シリーズでは背中に実父のなれの果てである牛鬼を飼っている設定を持つが、本作品では採用されていない。ただし、逢魔篇での夢幻魔実也との面識はそのまま設定として引き継いでおり、成人してからも時折夢や妖術で出会っては若旦那と呼び慕っている描写がある。
連載当初は13歳ほどの少女で、粋な口上もこなす和装の江戸っ子だったが、単行本一巻の途中でストーリーの展開上成長。その後は黒いドレスを纏った妖艶な美女に変貌する。また、一番弟子の小兎（シャオツー）が登場してからは直接ストーリーに絡まずに傍観者のような立場を取ることもあり、小兎の芸人修行がメインとなる単行本四巻では殆ど本編に登場しなくなった。
小兎（シャオツー）
第10話「魔法使いの弟子」から登場。
中国の資産家である王（ワン）に雇われていた少女。幻覚を見せる妖術を操り、王に賭場で勝った客からお金を取り戻す仕事を請け負っていたが、手の目に返り討ちにされたことで一番弟子と自称して彼女に付き纏うようになった。
手の目と共に敗戦後の日本に来てから徐々に日本語を覚え、単行本三巻以降はお座敷芸人として料亭で働いている。
当初、作者は少年のつもりでキャラクター設定しており、劇中のセリフで明確に女性だと決まってからは、ウサギのように頭頂部が二箇所立ち上がった髪型で描かれるようになった。
料亭のおかみ
第1話「虎倀」および第20話「約束の座敷」、第24話「ぱらいそ」に登場。
手の目が出入りする料亭の女主人。こちらも手の目同様逢魔篇での登場キャラクター。戦後のエピソードでは故人となっており、魂になった後も手の目に芸の席を依頼する。
見鬼 聡（みき さとし）
第6話「邪ノ眼封じ」から第9話「幻の航海II」まで、及び第24話「ぱらいそ」に登場。
富豪である祖父から見鬼家の跡取りとして選ばれた少年。
他人の本質を映像として見る能力を持ってしまい、跡取り選びのために周りを醜悪な化物が取り巻き悩んでいる所を、手の目と出遭う。彼女によりその力を制御する方法を教えられてからは、逆に人の本質を見ることで見鬼家の事業を更なる発展に導くものの、成人してからは症状が悪化、全ての人が死者に見えるようになる。
手の目と再会した後は、自分の能力の安全弁として彼女を身の回りに置くが、劇中で死亡。その後は手の目の夢の中でのみ登場している。
若旦那
手の目が少女時代、たった一晩だけ座敷で相手をした客。元は、彼を殺すつもりで請け負った仕事だったが……
本作では「若旦那」としか呼ばれず、帽子の奥の表情も描かれることはないが、夢幻紳士シリーズの夢幻魔実也本人である。

## 関連作品
『夢幻紳士 逢魔篇』『夢幻紳士 迷宮篇』
夢幻魔実也との邂逅を描く。「逢魔篇」では彼女の娘が登場する。

## 書誌情報
ホラーMシリーズ
- 『もののけ草紙』 壱、ぶんか社〈ホラーMシリーズ〉、2008年10月。ISBN 978-4-8211-8681-5。
- 『もののけ草紙』 弐、ぶんか社〈ホラーMシリーズ 5〉、2009年10月。ISBN 978-4-8211-8855-0。
- 『もののけ草紙』 参、ぶんか社〈ホラーMシリーズ〉、2010年9月。ISBN 978-4-8211-7057-9。
- 『もののけ草紙』 四、ぶんか社〈ホラーMシリーズ〉、2011年3月。ISBN 978-4-8211-7128-6。

高橋葉介傑作集
- 『もののけ草紙　高橋葉介傑作集』 一ノ巻、ぶんか社〈BUNKASHA COMICS〉、2015年11月5日。ISBN 978-4-8211-7776-9。 - 注釈：第1話 - 第13話を収録。
- 『もののけ草紙　高橋葉介傑作集』 二ノ巻、ぶんか社〈BUNKASHA COMICS〉、2015年11月5日。ISBN 978-4-8211-7777-6。 - 注釈：第14話 - 第23話を収録。
- 『もののけ草紙　高橋葉介傑作集』 三ノ巻、ぶんか社〈BUNKASHA COMICS〉、2015年12月20日。ISBN 978-4-8211-7778-3。 - 注釈：第24話 - 第31話、「手の目特別編 罠」、「BAR「手の目」」を収録。